# Kewa
Kéwa (лат.) — род растений монотипного семейства Kewaceae порядка Гвоздичноцветные (Caryophyllales).
Род назван в честь Королевских ботанических садов Кью.

## Ботаническое описание
Однолетние или многолетние травы, иногда незначительно одревесневают. Листья очерёдные или ложномутовчатые, мясистые, линейно-вальковатые. Прилистники срастаются с основанием листа и в различной степени охватывают стебель.
Цветки обоеполые, актиноморфные, на длинных цветоножках, собраны в конечные или пазушные, зонтиковидные соцветия. Околоцветник из 5 свободных листочков, из которых 3—4 четыре лепестковидными (обычно белыми или розовыми). Тычинок 5—15, нектарный диск отсутствует. Завязь верхняя, из 3—5 сросшихся плодолистиков; увенчана короткими, мясистыми рыльцевыми гребнями. Плод — перепончатая, локулицидная коробочка.

## Виды
Род включает 8 видов:
- Kewa acida (Hook.f.) Christenh.
- Kewa angrae-pequenae (Friedrich) Christenh.
- Kewa arenicola (Sond.) Christenh.
- Kewa bowkeriana (Sond.) Christenh.
- Kewa caespitosa (Friedrich) Christenh.
- Kewa salsoloides (Burch.) Christenh. typus
- Kewa suffruticosa (Adamson) Christenh.
- Kewa trachysperma (Adamson) Christenh.